# Milan Albich
Milan Albich  (9. června 1925 Krupina – 26. prosince 2000 Praha) byl český malíř, grafik, ilustrátor a typograf.

## Studium a tvorba
V letech 1945 - 1949 vystudoval výtvarnou výchovu na pedagogické fakultě Univerzity Karlovy v Praze, jeho profesory byli Martin Salcman, Cyril Bouda, František Kovárna a Karel Lidický. Roku 1948 vyzdobil interiér divadla Junák. Již tehdy byl členem Jednoty umělců výtvarných (JUV).
Krátce po absolutoriu učil výtvarnou výchovu a přitom maloval. Od roku 1958 začal vystavovat obrazy, kresby a grafiku na výstavách, které pořádal Svaz československých výtvarných umělců.
V letech 1959 - 1969 tíhl k abstrakci a stal se zakládajícím členem tvůrčí skupiny Proměna (Umělecká skupina Proměna), jejímiž členy dále byli Karel Malich, Ivan Minařík, Přemysl Pospíšil, Miroslav Rada a fotograf Jan Šplíchal. S nimi vystavoval na šesti výstavách především geometricky zjednodušené krajiny, ženské akty a zátiší v pastelových barvách, vytvořené technikou olejomalby. V tomto stylu i tematických okruzích pokračoval Albich i v následujícím období.
Oblíbil si motivy přímořské krajiny v Bulharsku, v Pobaltí v Polsku (Ustka), podnikl několik studijních cest do NDR, do Sovětského svazu, ale i na Kubu, kde roku 1971 v Havaně uspořádal svou výstavu obrazů.
Třicet pět let byl výtvarným redaktorem Lidového nakladatelství v Praze, pro které graficky upravil nebo také ilustroval na pět desítek knižních titulů. Pracoval také pro nakladatelství Svoboda a Mladá fronta. Roku 1960 byl oceněn čestným uznáním v soutěži o Nejkrásnější knihu roku.
Milan Albich patřil k okruhu výtvarných přátel Bohumila Hrabala, ten také doprovodil úvodními texty několik jeho katalogů. Je autorem výtvarné podoby Hrabalových Sebraných spisů (1991-97, 19 svazků).

## Dílo
Nejvíce jsou ceněny jeho obrazy z období modernismu ze 60. let, v letech 1968-1969 zaujal také obrazy vystavenými na 1. a 2. salónu pražských výtvarníků v domě U Hybernů.

## Výstavy
Kromě účasti na kolektivních výstavách uspořádal na 20 samostatných výstav, kromě Československa například v Sofii, Krakově, Poznani, Moskvě nebo Havaně. Výběr:
- 1972 - Galerie Nová síň, Praha
- 1976 - jubilejní výstava obrazů a kreseb v Galerii Československý spisovatel, Praha
- 1981 - Galerie U Řečických, Praha
- 1982 - Galerie umění v Karlových Varech, Galerie výtvarného umění v Chebu
- 1989 - Galerie Fronta, Praha
- 2000 - jubilejní výstava, Galerie Futura, Praha